# 애딕티드 (2014년 영화)
《애딕티드》(영어: Addicted)는 2014년 개봉한 미국의 에로틱 스릴러 영화다. 원작은 제인(Zane)이 쓴 동명의 성인 소설이며, 샤론 릴, 보리스 코조, 타이슨 벡퍼드가 주연을 맡았다.
건실한 가정과 사회적 지위를 모두 가진 여성이 젊은 천재 화가와의 내연을 시작으로 불륜에 빠져들게 되면서 벌어지는 이야기이다.

## 줄거리
성공한 사업가이자 두 아이의 엄마인 조이는 남편 제이슨과 완벽한 삶을 살고 있다. 그러던 중, 그녀는 갤러리에서 만난 예술가 퀸튼과 육체적인 관계를 맺게 된다. 죄책감에 퀸튼과 헤어지려 하지만, 번번이 다시 그에게 돌아간다. 어느 날, 퀸튼이 다른 여자와 있는 모습을 목격하고 좌절한다.
조이는 정신과 의사 마르셀라에게 과거를 회상하며 자신의 이야기를 털어놓는다. 마르셀라는 조이가 성 중독이라는 진단을 내리고, 과거의 트라우마가 현재의 행동에 영향을 주고 있을 가능성을 제기하지만, 조이는 계속해서 과거를 회피한다.
조이는 또 다른 남자 코리를 클럽에서 만나 관계를 맺으며, 그녀의 중독은 점점 심해진다. 코리가 집까지 찾아와 가족에게 위험을 초래하자, 조이는 남편과의 관계 회복을 결심한다. 그녀는 퀸튼과 코리를 불러내 이별을 고하지만, 코리는 분노하며 조이에게 달려들고, 퀸튼은 그를 제압한다. 퀸튼은 조이를 놓아주려 하지 않고, 조이는 퀸튼에게서 도망치려다 다투게 된다.
그때, 남편 제이슨이 나타나 퀸튼을 공격한다. 조이가 바람을 피웠다는 사실을 알게 된 제이슨은 조이를 외면하고, 절망에 빠진 조이는 차에 뛰어들어 자해한다. 두 사람은 별거에 들어가고, 조이는 성 중독 치료 모임에 참여한다. 치료 과정에서 조이의 중독은 어린 시절 성폭행 트라우마에서 비롯된 것임이 밝혀진다. 조이는 남편에 대한 깊은 사랑을 고백하고, 제이슨은 그녀를 받아들이며 영화는 마무리된다.

## 출연진
- 샤론 릴 - 조이 레이너드
- 보리스 코조 - 제이슨 레이너드
- 윌리엄 레비 - 퀸턴 카노사
- 브랜던 곤잘레스 - 토니
- 타이슨 벡퍼드 - 코리
- 캐터리나 그레이엄 - 다이아몬드
- 타샤 스미스 - 마셀라 스펜서 박사
- 마리아 하월 - 니나
- 개릿 하인스 - 베니
- 에마야치 코리네알디 - 브리나
- 헌터 버크 - 셰인
- 대니얼 오캘러핸 - 뚱보 비즈니스맨
- 랜던 루니언 - 피터 레이너드
- 로런 마케즈 - 케일라 레이너드
- 존 뉴버그 - 밸서자 크레인
- 폴 홀 - 말리
- 오마 무갈 - 잘생긴 남자